# Liste der Monuments historiques in Agen
Die Liste der Monuments historiques in Agen führt die Monuments historiques in der französischen Stadt Agen auf.

## Liste der Bauwerke
| Bezeichnung                                | Beschreibung | Standort                                                     | Kennzeichnung | Schutzstatus | Datum | Bild |
| ------------------------------------------ | ------------ | ------------------------------------------------------------ | ------------- | ------------ | ----- | ---- |
| Amphitheater (Agen)                        |              | Rue André-Mazeau (Lage)                                      | PA00084290    | Inscrit      | 1991  |      |
| Kathedrale St-Caprais                      |              | Place du Maréchal-Foch/rue Raspail (Lage)                    | PA00084035    | Classé       | 1862  |      |
| Notre-Dame du Bourg                        |              | Rue des Droits-de-l’Homme (Lage)                             | PA00084036    | Inscrit      | 1926  |      |
| Collège Saint-Caprais                      |              | Rue Raspail (Lage)                                           | PA00084037    | Classé       | 1906  |      |
| Missionskreuz                              |              | Place du Maréchal-Foch (Lage)                                | PA00084038    | Classé       | 1970  |      |
| Domaine de Bagatelle                       |              | 88ter, avenue Georges-Delpech (Lage)                         | PA47000056    | Inscrit      | 2002  |      |
| Kirche Notre-Dame des Jacobins             |              | Place des Jacobins (Lage)                                    | PA00084039    | Classé       | 1904  |      |
| Kirche Martrou                             |              | 12, rue des Martyrs (Lage)                                   | PA00135187    | Inscrit      | 1995  |      |
| Kirche Sacré-Cœur                          |              | 207, avenue Jean-Jaurès (Lage)                               | PA47000042    | Inscrit      | 2000  |      |
| Kirche St-Hilaire                          |              | Boulevard Scaliger (Lage)                                    | PA00084041    | Classé       | 1920  |      |
| Brunnen                                    |              | 4, rue Lomet (Lage)                                          | PA00084300    | Inscrit      | 1992  |      |
| Ruinen der ehemaligen Kirche Saint-Hilaire |              | Ruelle Scaliger (Lage)                                       | PA00084040    | Inscrit      | 1950  |      |
| Hôtel                                      |              | 1, rue Floirac (Lage)                                        | PA00084048    | Inscrit      | 1950  |      |
| Hôtel d’Escouloubres                       |              | 8, rue Montesquieu (Lage)                                    | PA00084043    | Inscrit      | 1951  |      |
| Hôtel Jean-Vergès                          |              | Place du Docteur-Esquirol/rue des Juifs (Lage)               | PA00084044    | Classé       | 1941  |      |
| Hôtel Monluc                               |              | 4, rue des Juifs/rue Chandordy (Lage)                        | PA00084045    | Inscrit      | 1950  |      |
| Hôtel de Saint-Philip                      |              | 55, rue Richard-Cœur-de-Lion/38, rue Voltaire (Lage)         | PA47000064    | Inscrit      | 2005  |      |
| Hôtel de Sevin                             |              | 2, rue de la Grande-Horloge/10 rue des Trois-Gonelles (Lage) | PA47000057    | Inscrit      | 2003  |      |
| Hôtel Saint-Martin                         |              | Rue Louis-Vivent/rue Généraux-Arlabosse (Lage)               | PA00084046    | Classé       | 1954  |      |
| Hôtels de Vaurs et d’Estrades              |              | Place du Docteur-Esquirol/rue des Juifs (Lage)               | PA00084047    | Classé       | 1903  |      |
| Gebäude                                    |              | 11, rue Henri-Martin (Lage)                                  | PA00084049    | Inscrit      | 1954  |      |
| Gebäude                                    |              | 78, rue Montesquieu (Lage)                                   | PA00084050    | Inscrit      | 1965  |      |
| Fachwerkhaus                               |              | 2, rue Moncorny (Lage)                                       | PA00084052    | Inscrit      | 1950  |      |
| Fachwerkhaus                               |              | 1, rue Beauville (Lage)                                      | PA00125246    | Inscrit      | 1993  |      |
| Haus im Stil des Art Nouveau               |              | 56, boulevard Carnot (Lage)                                  | PA47000043    | Inscrit      | 2000  |      |
| Maison Jailles                             |              | 7, rue Auguste-Gué (Lage)                                    | PA47000055    | Inscrit      | 2002  |      |
| Maison du Sénéchal                         |              | Rue du Puits-du-Saumon (Lage)                                | PA00084051    | Classé       | 1913  |      |
| Königliche Tuchweberei                     |              | 15, rue Valence (Lage)                                       | PA00084053    | Inscrit      | 1981  |      |
| Justizpalast (Agen)                        |              | Place Armand-Fallières (Lage)                                | PA00084054    | Inscrit      | 1979  |      |
| Ehemaliger Bischofspalast                  |              | Rue Étienne-Dolet/Avenue de-Lattre-de-Tassigny (Lage)        | PA00084042    | Inscrit      | 1947  |      |
| Pont-canal (Agen) über die Garonne         |              | (Lage)                                                       | PA47000059    | Inscrit      | 2003  |      |
| Theater Ducourneau                         |              | Rue Garonne/Place du Docteur-Esquirol (Lage)                 | PA00084055    | Inscrit      | 1986  |      |
| Tour du Chapelet                           |              | 3, rue François-Arago (Lage)                                 | PA00084056    | Inscrit      | 1950  |      |

## Liste der Objekte
- Monuments historiques (Objekte) in Agen in der Base Palissy des französischen Kultusministeriums